# ماکوشینو
شهر ماکوشینو (به روسی: Макушино) در کشور روسیه و در اوبلاست کورگان واقع شده‌است.